# 1840

## Събития
- Руснаците основават град Александропол в Армения.

## Родени
- Васил Друмев, български писател
- Димитър Пъшков, български революционер
- Михаил Байловски, български общественик от Македония
- Американски Кон, индиански вожд
- Васил Караконовски, български лекар
- Джоузеф, индиански вожд
- Димитър Попгеоргиев, български революционер
- Дионисий Ловчански, български духовник
- Иван Попов, български просветен деец
- Константин Станишев, български просветен деец
- Симеон, варненски и преславски митрополит
- 1 януари – Данаил Попов, български революционер
- 23 януари – Ернст Карл Абе, немски физик и оптик
- 5 февруари – Джон Бойд Дънлоп, шотландски изобретател
- 26 февруари – Юджийн Скайлър, АмериканецДипломат, писател, преводач
- 28 февруари – Анри Дюверие, френски пътешественик и изследовател
- 20 март – Иларион Прянишников, руски художник, передживник
- 2 април – Емил Зола, френски писател и критик
- 5 май – Йосиф I, екзарх български
- 7 май – Пьотър Чайковски, руски композитор
- 7 май – Пьотър Чайковски, руски композитор
- 10 май – Хаджи Димитър, български революционер
- 11 май – Стефан Караджа, български войвода и национален герой
- 12 юни – Якоб Арбес, чешки писател и журналист
- 28 юни – Димитър Горов, български революционер
- 14 август – Рихард фон Крафт-Ебинг, немски психиатър
- 21 септември – Мурад V, Султан на Османската империя
- 16 октомври – Кийотака Курода, Министър-председател на Япония
- 16 октомври – Милош Милоевич, сръбски историк
- 12 ноември – Огюст Роден, френски скулптор
- 14 ноември – Клод Моне, френски импресионист

## Починали
- 22 януари – Йохан Фридрих Блуменбах, германски биолог
- 2 март – Хайнрих Вилхелм Олберс, немски астроном
- 25 април – Симеон Дени Поасон, френски математик и физик
- 7 май – Каспар Давид Фридрих, немски художник
- 25 май – Александър Римски-Корсаков, руски генерал
- 27 май – Николо Паганини, италиански композитор
- 7 юни – Фридрих Вилхелм III, крал на Прусия
- 25 август – Карл Имерман, немски писател (р. 1796 г.)
- 7 септември – Жак Макдоналд, френски маршал
- 12 декември – Жан-Етиен Ескирол, френски психиатър

Вижте също:
- календара за тази година